# Xiamen ITG Group
Xiamen ITG Holding Group или Xiamen International Trade Group — китайский государственный многопрофильный конгломерат, основные интересы которого сконцентрированы в сфере оптовой торговли, логистики, инвестиций, финансовых услуг и недвижимости. Входит в число крупнейших компаний страны и мира. Основан в 1980 году, штаб-квартира расположена Сямыне. 
Главными активами группы являются листинговые компании Xiamen ITG Group Corporation Limited (с 1996 года котируется на Шанхайской фондовой бирже) и Xiamen Xindeco Limited (с 1997 года котируется на Шэньчжэньской фондовой бирже).

## История
В 1980 году городские власти Сямыня для активизации международной торговли основали Xiamen Special Economic Zone International Trade Trust Corporation. В 1984 году в Гонконге была основана дочерняя компания Pointer Investment, в 1987 году ITG получила право заниматься экспортно-импортными операциями, а также начала операции с недвижимостью в СЭЗ Сямынь. 
В 1993 году компания была переименована в Xiamen Special Economic Zone International Trade Trust (Group) Co., а в 1994 году — в Xiamen ITG Group Corporation. В 1996 году акции Xiamen ITG Group стали котироваться на Шанхайской фондовой бирже. В том же 1996 году была основана компания Xiamen ITG Futures Brokerage Co. (финансовые услуги), а в 2001 году — Shanghai Keerun Industrial.
В 2004 году Xiamen ITG вошла в список 500 крупнейших компаний Китая, а в 2005 году — в список 100 крупнейших публичных компаний Китая; в 2012 году компания ITG Logistics вошла в список пяти крупнейших логистических предприятий Китая.
В 2013 году Xiamen ITG определила три основные направления деятельности — управление цепочками поставок, управление недвижимостью и финансовые услуги. В 2017 году Xiamen ITG Group Company вошла в рейтинги Forbes Global 2000, Xiamen ITG Holding Group Co. — в рейтинг Fortune Global 500, а также в число 500 крупнейших брендов Азии; в 2018 году компания вошла в число 50 крупнейших публичных компаний Китая от Fortune, а стоимость бренда превысила 20 млрд юаней.

## Деятельность
- Управление цепочками поставок (оптовая и розничная торговля, логистика, экспортно-импортные операции, поставки автомобилей, стали, меди, никеля, серебра, железной руды, угля, кремния, бумаги, целлюлозы, текстиля, хлопка, пряжи, обуви, одежды, лесоматериалов, химической продукции, каучука, мазута, зерна, растительного масла, медицинского оборудования)[10].
- Развитие жилой и коммерческой недвижимости (жилые комплексы, отели, офисы, торговые центры, курортные зоны, медицинские и оздоровительные центры, промышленные парки)[11].
- Финансовые услуги (инвестиции, фьючерсы, деривативы, управление активами, управление рисками, финансовый лизинг, обслуживание малых и средних предприятий)[12].
- Другие услуги (медицинские услуги, консалтинг, морские перевозки)[13].
- Производственный сектор (производство электроники и электротехники, медицинских перчаток и продуктов питания)

## Дочерние компании
В состав Xiamen ITG Group входит несколько десятков дочерних компаний: 
- Xiamen ITG Group Corporation Limited (логистика, недвижимость, финансовые услуги)[14][15][16]
  - ITG Keerun (Shanghai) Co.
  - Guangzhou Keerun Industrial Co.
  - Tianjin Keerun Investment Co.
  - Chengdu Keerun Investment Co.
  - Qingdao Porun Industrial Trading Co.
  - Hubei Keerun Investment Co.
  - Hainan ITG Co.
  - Pointer Investment (H.K.)
  - ITG (Hong Kong) Financial Holding Co.
  - Taiwan Pointer Co.
  - ITG Resources(Singapore)
  - New Zealand Pointer Investment Co.
  - ITG Voma Corp (Las Vegas)
- ITG Tidak Logistics (логистика)
- ITG Futures Co. (финансовые услуги)
  - Keerun Capital Management
  - ITG Futures (H.K.)
- ITG Investment Co. (финансовые услуги)
- Xiamen ITG Financial Holding Co. (финансовые услуги) 
  - Hengxin Microfinance
  - Hengxin Supply Chain
  - Hengfeng Finance Leasing
  - Hengrun Factoring
  - Zhonghui Tongxin
  - ITG Financial Holding (H.K.)
- Xiamen Golden Strait Investment Co. (финансовые услуги)
  - Golden Strait Pawn
- Xiamen ITG Financial Center Co. (финансовые услуги)
- Xiamen Hengyi Venture Capital Investment Management Co. (финансовые услуги)
- Xiamen Software Information Industry Venture Capital Fund (финансовые услуги)
- Xiamen Haicang Hengxin Micro Credit Co. (финансовые услуги)
- Xiamen ITG Assets Operation Group Co. (финансовые услуги)

- Xiamen International Trade & Industrial Co. (внешняя торговля)
- ITG Real Estate Group Co. (недвижимость)
  - ITG Mall (торговые центры)
  - ITG Center (офисные центры)
  - Pointer Spa (спа-центры)
- Xiamen ITG Property Management Co. (недвижимость)
  - ITG Industry Park Service
- Xiamen ITG Construction & Development Co. (строительство)
- Xiamen MS Commercial Investment and Management (сеть универмагов)
  - MS Department Store
  - Xindeco Department Store
- Xiamen Merry Season Investment Management Co. (сеть супермаркетов)
- Xiamen ITG Automobile Corp. (продажи автомобилей)
- Xiamen Xindeco Automobile Investment Group Co. (продажи автомобилей)
- Xiamen ITG Digital Technology Co. (цифровые технологии)
- Xiamen ITG Industry Co. (производство AMOLED-дисплеев)
- Xiamen Xindeco Optoelectronics Co. (производство светодиодных ламп)
- Xiamen Xindeco IOT Technology Co. (производство систем радиочастотной идентификации)
- Zhonghong Pulin Medical Products Co. (производство медицинских перчаток)
- Zhonghong Sanrong Group Co. (производство курятины)
- Xiamen Fujian — Taiwan Ferry Co. (морские пассажирские перевозки)
- ITG Holding Care Foundation (здравоохранение)
- Xiamen ITG Education Group Co. (образование)
- Xiamen ITG MICE Group Co. (проведение выставок и конференций)
  - Xiamen Convention & Exhibition Center

Совместное предприятие ITG и Intime Retails (Alibaba Group) развивает сеть универмагов In Time Department Store в провинции Фуцзянь. Также ITG развивает сеть собственных торговых центров (ITG MS Wonderland, ITG MS City и Nanyi MS Wonderland). Кроме того, Xiamen ITG Group владеет пакетами акций компаний финансового сектора — Century Securities, Xiamen Rural Commercial Bank, Bank of Chengdu, Xiamen Asset Management Company, China Industrial International Trust и других.